# Gajusz Maniliusz
Gajusz Maniliusz (łac. Gaius Manilius) – rzymski polityk, działający w I wieku p.n.e., stronnik Gnejusza Pompejusza.
Pochodził z rodziny plebejskiej (gens Manilia). W roku 67 p.n.e. udało mu się uzyskać trybunat na rok następny, jednak jeszcze w grudniu w roku wyborów starał się przeprowadzić przez zgromadzenie ustawę o prawie do głosowania przez wyzwoleńców w tribus swoich patronów. Kasjusz Dion twierdzi, że próbował to zrobić wieczorem ostatniego dnia roku 67 p.n.e. Pomimo przegłosowania ustawy senat zablokował ją ze względów formalnych (Historia rzymska XXXVI.42).
Zasłynął ustanowieniem prawa nadającego Gnejuszowi Pompejuszowi nadzwyczajną władzę wojskową i administracyjną w III wojnie Rzymu z Mitrydatesem. Propozycja ostro krytykowana przez najbardziej konserwatywnych optymatów z Hortensjuszem i Katulusem na czele, została jednak poparta przez lud. Za jej uchwaleniem optował pretor roku 66 p.n.e. Marek Tuliusz Cyceron, który wygłosił przed zgromadzeniem słynną mowę pro Lege Manilia (a właściwie de imperio Gnaei Pompei, zwaną również Manilianą). Wydarzenia te opisali Wellejusz Paterkulus i Plutarch (Historia rzymska II.33; Pompejusz 30).
Bezpośrednio po ustąpieniu z urzędu trybuna, Maniliusz został postawiony w stan oskarżenia za rzekome malwersacje. Nikt nie miał jednak wątpliwości, że była to zemsta optymatów niechętnych Pompejuszowi. Cyceron, któremu również kończyła się kadencja, a który jako pretor przewodniczył sądowi, został poproszony przez oskarżonego o zwyczajowe 10 dni zwłoki w celu przygotowania obrony. Cyceron odmówił wyznaczając rozprawę w ostatnim dniu swojego urzędowania, co zbulwersowało lud. Przypuszczano bowiem, że to próba przypodobania się stronnictwu senatorskiemu. Wezwany przez trybunów aby wytłumaczył się publicznie, stwierdził jednak, że pozostaje życzliwy w stosunku do Maniliusza i właśnie dlatego wyznaczył rozprawę jeszcze w czasie swojego urzędowania, a w roku następnym podjął się nawet jego obrony (Kasjusz Dion Historia rzymska XXXVI.44; Plutarch Cyceron IX).